# Sistema linfático
O sistema linfático é uma rede complexa de vasos e pequenas estruturas chamadas de nódulos linfáticos (linfonodos) que transportam o fluido linfático (linfa) dos tecidos de volta para o sistema circulatório.
O sistema linfático é um importante componente do sistema imunológico, pois colabora com glóbulos brancos para proteção contra bactérias e vírus invasores.
O sistema linfático possui três funções inter-relacionadas: 
1. remoção dos fluidos em excesso dos tecidos corporais,
2. absorção dos ácidos graxos e transporte subsequente da gordura para o sistema circulatório e,
3. produção de células imunes (como linfócitos, monócitos e células produtoras de anticorpos conhecidas como plasmócitos).

Os vasos linfáticos têm a função de drenar o excesso de líquido que sai do sangue e banha as células. Esse excesso de líquido que circula nos vasos linfáticos e é devolvido ao sangue chama-se linfa.
Funções da linfa:
1. Drenagem dos resíduos metabólicos e de água dos espaços intersticiais;
2. Reintegrar proteínas ao sangue;
3. Absorção de substâncias não absorvíveis pelos capilares venosos (como os ácidos graxos);
4. Conduzir ao sangue os elementos que atravessam a mucosa intestinal no processo de digestão (Ex: glicose, aa, ...);
5. Defender o organismo das agressões de microrganismos e agentes tóxicos do interstício (infecções), conduzindo-os para linfonodos onde sensibilizam o organismo ou são destruídos;
6. Conduzir os anticorpos (produzidos pelos linfócitos dos linfonodos) e os linfócitos para a corrente sanguínea.

## Circulação linfática
A circulação linfática é responsável pela absorção de detritos, sangue e macromoléculas que as células produzem durante seu metabolismo, ou que não conseguem ser captadas pelo sistema sanguíneo.
O sistema linfático coleta a linfa por difusão pelos capilares linfáticos e a retorna para dentro do sistema circulatório. Uma vez dentro do sistema linfático, o fluido é chamado de linfa e tem sempre a mesma composição que o fluido intersticial.
Produzida pelo excesso de líquido que sai dos capilares sanguíneos ao espaço intersticial ou intercelular, sendo recolhida pelos capilares linfáticos que drenam aos vasos linfáticos mais grossos até convergir em condutos que se esvaziam nas veias subclávias.
A linfa percorre o sistema linfático graças a débeis contrações dos músculos, da pulsação das artérias próximas e do movimento das extremidades. Se um vaso sofre uma obstrução, o líquido se acumula na zona afetada, produzindo-se um inchaço denominado edema.
Pode conter micro-organismos que, ao passar pelo filtros dos linfonodos e baço são eliminados. Por isso, durante certas infecções, pode-se sentir dor e inchaço nos gânglios linfáticos do pescoço, axila ou virilha, conhecidos popularmente por íngua.

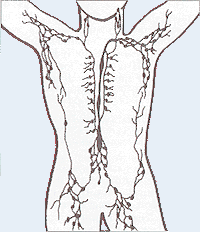
O sistema linfático humano.

Ao contrário do sangue, que é impulsionado através dos vasos pela força do coração, o sistema linfático não é um sistema fechado e não tem uma bomba central. A linfa depende exclusivamente da ação de agentes externos para poder circular. A linfa move-se lentamente e sob baixa pressão devido principalmente à compressão provocada pelos movimentos dos músculos esqueléticos que pressiona o fluido através dele, ademais a circulação ocorre num único sentido: em direção do coração. 
Devido as ações fisiológicas de contração rítmica das paredes dos vasos linfáticos e mecanismos relacionados ao retorno venoso que são: contração dos músculos esqueléticos; ação das válvulas linfáticas; variações de pressão na cavidade torácica. Tornar-se possível o fluxo da linfa através dos capilares linfáticos. Este fluido é então transportado progressivamente para vasos linfáticos maiores acumulando-se no ducto linfático direito (para a linfa da parte direita superior do corpo) e no duto torácico (para o resto do corpo); estes dutos desembocam no sistema circulatório nas veias subclávias esquerda e direita. A linfa segue desta forma em direção ao abdómen, onde será filtrada e eliminará as toxinas com a urina e fezes.
Ao caminharmos, os músculos da perna comprimem os vasos linfáticos, deslocando a linfa em seu interior. Outros movimentos corporais também deslocam a linfa, tais como a respiração, atividade intestinal e compressões externas, como a massagem. Permanecer por longo tempo parado em uma só posição faz com que a linfa tenha a tendência a se acumular nos pés, por influência da gravidade, causando inchaço nos membros inferiores.

## Vasos linfáticos
No interior dos vasos sanguíneos, ocorre o fenômeno da microcirculação, o qual realiza o transporte de nutrientes para os tecidos e remove detritos de células e resíduos ou substâncias celulares. O mecanismo da microcirculação de reabsorção acontece parcialmente pelas veias.
Cerca de 10% do plasma, a fração transparente do sangue, escapa dos vasos sanguíneos. Ele vai parar em meio às células, mas é captado depois pelos capilares, vasos fininhos que ficam em contato direto com o meio celular. Nesse líquido se encontram pedaços de vírus e bactérias e detritos do metabolismo.
O líquido não absorvido, o equivalente a 3 L/dia, virá a ser o líquido intersticial (líquido claro com composição semelhante ao plasma sanguíneo, com exceção dos elementos figurados). Contudo, parte do líquido deve retornar ao sangue para manter o volume plasmático, auxiliando na manutenção da pressão arterial.
A rede de vasos que drena o líquido intersticial e seu conteúdo em proteínas é cerca de 150 gramas de proteínas por dia, valores que são devolvidos ao sangue.
Até meados de julho de 2015, acreditava-se que os vasos linfáticos eram ausentes nos ossos, dentes, coração e sistema nervoso central (SNC). Entretanto, no dia 16 de julho de 2015, foi publicado pelo Departamento de Saúde e Serviços Humanos dos EUA - HHS. 

## Estudos e avanço científico
As observações de Paul Ehrlich no final do século XIX, em que corantes solúveis em água injetados na circulação periférica mancharam todos os órgãos, exceto o cérebro, forneceram a primeira indicação de que o sistema nervoso central era anatomicamente separado do resto do corpo. Estudos subsequentes por Edwin Goldmann, mostrando que o corante injetado no fluido espinhal não manchava tecidos periféricos, confirmou a ideia de que o cérebro era um compartimento anatomicamente isolado. O trabalho de Peter Medawar em 1948, sobre a rejeição do enxerto, forneceu algumas das primeiras evidências experimentais indicando que o cérebro poderia não ser um local imunologicamente intacto (WILSON; WENINGER; HUNTER, 2010). Estas experiências demonstraram que os transplantes de pele no cérebro de animais menos complexos não provocavam uma resposta imunitária, mas se antes eles fossem expostos a antígenos, o enxerto seria rejeitado (MEDAWAR, 1948). Agora é apreciado que estes acontecimentos envolvem a capacidade de uma resposta imunitária adaptativa específica do enxerto ser ativada na periferia, ascender ao SNC e mediar a rejeição do tecido estranho (KIM et al., 2008). E finalmente em 2015, Antoine Louveau provou a ligação entre o corpo e o cérebro através da descoberta de vasos linfáticos no SNC (LOUVEAU et al., 2015).
Nesse viés, o sistema linfático das meninges (glinfático) oferece novos alvos terapêuticos para melhorar a drenagem cerebral e o controle imunológico em doenças do SNC humano. Ou seja, o cérebro estaria conectado com o sistema imunitário via vasos linfáticos. O que implicará na melhor compreensão sobre a regulação de processos imunes e inflamatórios no cérebro. Além de doenças neurológicas como Alzheimer.

## Função de transporte de ácidos graxos
O sistema linfático possui a função de drenar o excesso de líquido intersticial (líquido onde as células ficam mergulhadas e de onde elas retiram seus nutrientes e eliminam substâncias residuais de seu metabolismo) para o devolver ao sangue e assim manter o equilíbrio dos fluidos no corpo.
Os vasos linfáticos estão presentes no revestimento do trato gastrintestinal. Enquanto a maioria dos outros nutrientes absorvidos pelo intestino delgado é conduzida para ser processada pelo fígado via portal venoso, as gorduras passam pelo sistema linfático, para serem transportadas para a circulação sanguínea via ducto torácico. 
O enriquecimento da linfa originada nos vasos linfáticos do intestino delgado é chamado de quimo. Os nutrientes que são recuperados pelo sistema circulatório são processados pelo fígado, tendo passado através do sistema circulatório. A linfa é um sistema de uma via (fluido intersticial para o sangue).

## Órgãos linfáticos
O baço, linfonodos e timo são órgãos do tecido linfático. Esses órgãos contém uma armação que suporta a circulação dos linfócitos-T e –B e outras células imunológicas tais como os macrófagos e células dendríticas. Quando micro-organismos invadem o corpo ou ele encontra outro antígeno (tal como o pólen), os antígenos são transportados do tecido para a linfa. Existem mais nódulos linfáticos na zona da virilha e na zona das axilas.
A linfa é conduzida pelos vasos linfáticos para o linfonodo regional. No linfonodo, os macrófagos e células dendríticas fagocitam os antígenos, processando-os, e apresentando os antígenos para os linfócitos, os quais podem então iniciar a produção de anticorpos ou servir como células de memória para reconhecer o antígeno novamente no futuro.

### Características
Baço: O baço situa-se no peritônio, no quadrante superior esquerdo do abdômen, atrás do estômago, imediatamente abaixo do diafragma. Tem a forma e o tamanho de um punho fechado (4x8x12cm) e pesa 180 a 250g no adulto, sendo o maior órgão linfoide do organismo. Tem como ações: reserva de sangue; destruição hemácias senescentes; remoção de plaquetas, importante função imunológica (produção de anticorpos e proliferação de linfócitos ativados).
A esplenectomia é a retirada do baço. A retirada é indicada quando o individuo está com baixo número de plaquetas, tendo em vista que o baço remove plaquetas do sangue. Em virtude de algumas cirurgias abdominais, pela proximidade do baço com o estômago. Além da ruptura do baço devido a traumas mecânicos. 
A preservação de 20 a 25% do tecido esplênico é suficiente para manter seu papel de filtração e de defesa imunológica. Já a ausência do baço (asplenia) pode aumentar a chance do paciente adquirir infecções (evolução: sepse). Também pode ocorrer aumento no número de leucócitos e plaquetas. Nesse viés, vale ressaltar o papel do fígado e a medula óssea irão destruir as hemácias senescentes.
Timo: É um órgão bilobado, de formato piramidal e achatado, situado no mediastino do tórax, em posição dorsal à parte superior do esterno e ventral aos grandes vasos do coração e à traqueia. Seu peso varia ao longo da vida, sendo 12-15g no recém-nascido, 30- 40g na puberdade e 16-6g na velhice. Tem como ações: mantém e promove a maturação de linfócitos (linfócitos T) e órgãos linfoides como o baço e linfonodos. O timo é considerado uma glândula (hormônios peptídeos: timpoetina, timosina, etc)
Tonsilas: São aglomerados de tecido linfoide nodular sob o epitélio da cavidade oral e da faringe, parcialmente encapsulados, que protegem o organismo contra a entrada de antígenos junto com o ar ou com os alimentos. Como resposta de defesa, há a proliferação dos linfócitos B e a sua diferenciação em plasmócitos, os quais produzem imunoglobulinas. Esses aglomerados de tecidos linfoides tem como função: recolher e destruir patógenos que penetram na faringe. Anatomicamente não ficam no trajeto dos Vasos linfáticos. Ademais, produzem linfócitos e em caso inflamação persistente é indicado a remoção.

## Patologia
- O Linfoma  afeta um grupo de células específicas, os linfócitos. O linfoma surge quando, por motivos ainda em estudo, as células começam a multiplicar-se de forma descontrolada e vão-se agregando, principalmente nos nódulos linfáticos, originando uma tumefacção ou inchaço. Este é o sintoma mais comum: um ou vários nódulos linfáticos aumentados, com ou sem dor, na região do pescoço, axila ou virilhas. O linfoma provoca sintomas como ínguas no corpo, febre constante e perda de peso sem causa aparente, deixando o paciente fraco e sem disposição para as atividades diárias, prurido (comichão) por todo o corpo. Se o linfoma se formar num órgão específico poderá originar sintomas específicos relacionados com esses órgãos. Por exemplo, se o linfoma se formar nos pulmões poderá provocar tosse irritativa e falta de ar, se se formar nos intestino poderá originar dor abdominal e alteração do padrão intestinal (diarreia ou obstipação).O linfoma não tem uma causa definida, mas afeta principalmente pessoas com histórico familiar dessa doença ou com doenças que afetam o sistema imunológico, como lúpus e a SIDA (AIDS). O linfoma está dividido em duas grandes categorias: o Linfoma de Hodgkin (LH) ou também conhecido por Doença de Hodgkin e Linfoma não-Hodgkin (LNH). A diferenciação é possível através da observação direta das células através de microscópio.
- O linfedema também causa inchaço anormal, especialmente nos membros (embora possa ocorrer na face, pescoço e abdômen). Ocorre se o sistema linfático está lesionado ou subdesenvolvido de alguma forma.
- O sistema linfático também pode estar envolvido na metástase tumoral. Com isso, há diversas pesquisas que procuram estudar o mecanismo da linfangiogênese.
- Outra patologia relacionada ao sistema linfático é a celulite, muitas vezes tratada com drenagens linfáticas e outros métodos que estimulam a circulação da linfa.
- Filariose: infecção parasitária (Wuchereria bancrofti) oque acarretar uma insuficiência linfática e, em alguns casos predispõe elefantíase (espessamento da pele e tecidos subjacentes).
- Na elefantíase, a infecção dos vasos linfáticos causa um endurecimento da pele e aumento dos tecidos abaixo da pele, especialmente nas pernas e órgãos genitais.
- “Íngua” e nada mais do que linfonodos doloridos e inchados.
- Amigdalite: inflamação das tonsilas.